# William M. Kearons
William Maybrick Kearons (Liverpool, 22 de febrero de 1878 - Dorchester (Nuevo Hampshire), 13 de agosto de 1948), fue un clérigo epicospaliano estadounidense de origen británico, conocido como astrónomo aficionado por sus trabajos fotográficos sobre el sol.

## Semblanza
Kearons nació en la ciudad británica de Liverpool en 1878, emigrando a los Estados Unidos en 1907. Tras graduarse en la Seabury Divinity School de Lawrence, Kansas y ser ordenado clérigo episcopaliano en 1911, sirvió en distintas parroquias de Kansas, Minesota y Rochester (Nueva York).
Fue rector de la iglesia de San Lucas en Fall River (Massachusetts) entre 1917 y 1926, y de nuevo entre 1931 y 1944, y sirvió también como rector en la iglesia de La Trinidad de Bridgewater entre 1926 y 1930.
Fue reconocido por su trabajo en fotografía solar, siendo miembro de la Asociación Americana de Observadores de Estrellas Variables, conectada con la Universidad de Harvard.
Ya jubilado, falleció en su residencia de verano durante el mes de agosto de 1948 a la edad de 70 años, siendo sobrevivido por su esposa.

## Eponimia
- El cráter lunar Kearons lleva este nombre en su memoria.[2]